# Slavhandeln i Kazakkhanatet

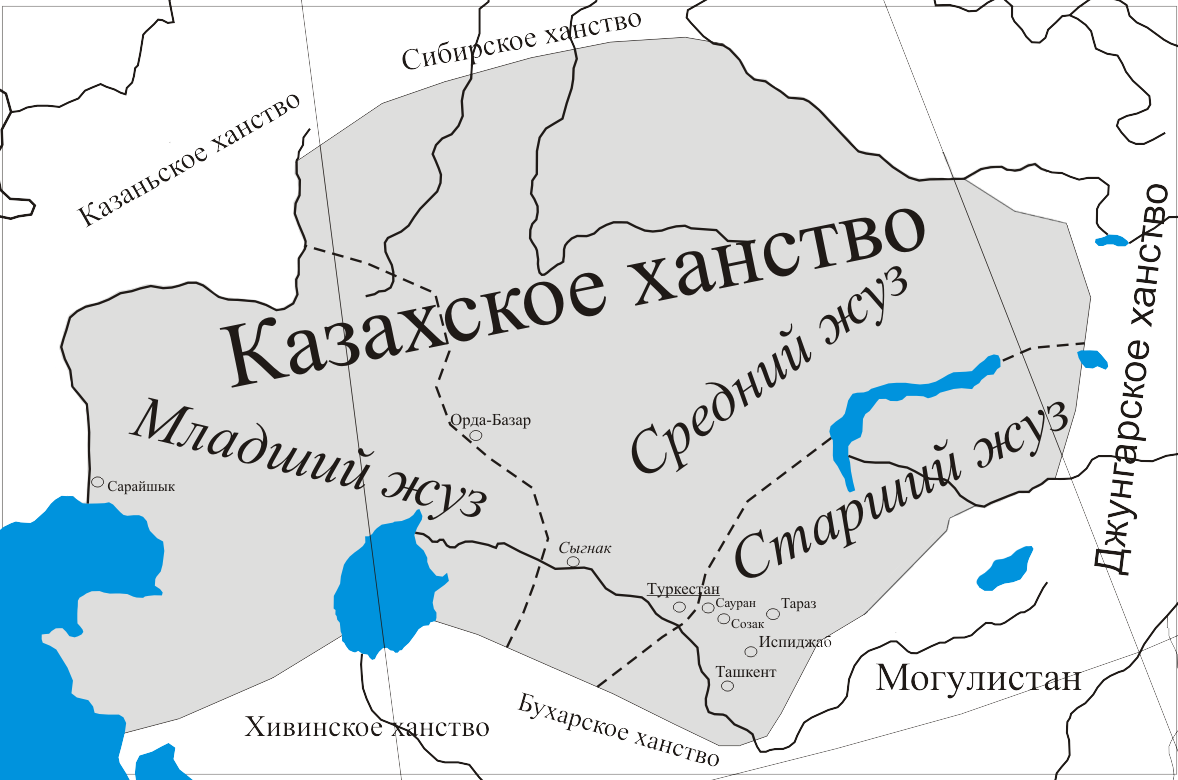
Kazakkhanatet

Slavhandeln i Kazakkhanatet syftar på den slavhandel som ägde rum i Kazakkhanatet i Centralasien (i nuvarande Kazakstan). 
Under 1700-talet bedrev Kazakkhanatet en omfattande slavhandel; kazaker attackerade ryska handelskaravane på väg till Kina och Centralasien, och ryska och tysk-ryska nybyggare i de ryska gränsområdena till Kazakkhanatet, och sålde fångarna vidare till slavmarknaderna i Centralasien (Khiva och Bukhara). 
Kazan attackerade även Ukraina, och ryska karavaner och resenärer i området. 
Kazan leverade särskilt slavar till slavmarknaden i Khiva, som under denna tid växte till att bli större än Bukhara. Därifrån såldes sedan slavarna vidare till de övriga muslimska khanaten i Centralasien. Medan turkmenerna leverade perser, levererade Kazan ryssar; dessa två grupper tillhörde de två största kategorierna slavar i Khivas slavmarknad. 
Slavhandeln bidrog till Rysslands konflikt med och slutliga erövring av Kazakkhanatet 1847.